# Мекленбург-Щрелиц
Мекленбург-Щрелиц (на немски: Mecklenburg-Strelitz; Strelitz) е от 1701 до 1915 г. частично херцогство на цялата историческа територия Мекленбург, без своя легислатива. От 1815 до 1918 г. е Велико херцогство Мекленбург-Щрелиц (Großherzogtum Mecklenburg-Schwerin), от 1918 до 1933 г. Свободна държава и от 1871 г. член на Германската империя (Deutsches Reich) (1871 – 1945).
През 1994 г. се образува „Окръг Мекленбург-Щрелиц“ (Landkreis Mecklenburg-Strelitz), който обхваща обаче само части от историческата територия и през 2011 г. преминава към „Окръг Мекленбургска Зееплате“ (Landkreis Mecklenburgische Seenplatte) в днешната федерална провинция Мекленбург-Предна Померания.
Столица първо е град Нойбранденбург, след това Щрелиц и от 1730-те години град Нойшрелиц. Управлява се от 1701 до 1815 г. от херцог, от 1815 до 1918 г. от велик херцог, от 1918 до 1933 г. от държавен министър. Управляващата династия от 8 март 1701 г. до 31 декември 1933 г. е Дом Мекленбург (наричани и род Ободрити). Херцогството има площ от 2929,5 km² и през 1910 г. има 106 442 жители.

## История
Частичното херцогство Мекленбург-Щрелиц се образува чрез наследствена подялба през 1701 г. До 1918 г. Мекленбург-Щрелиц се управлява от младата линия на херцогската фамилия Мекленбург, които първо имат титлата херцог на Мекленбург. През 1867 г. двете велики херцогства Мекленбург-Шверин и Мекленбург-Щрелиц стават членове на Северногерманския съюз и от 1871 г. страни на Германската империя (Deutsches Reich). На 1 януари 1934 г. при националсоциалистите за кратко е отново обединено към страната Мекленбург.
Първият херцог на Мекленбург-(Щрелиц) от 1701 до 1708 г. е Адолф Фридрих II. На Виенския конгрес на 28 юни 1815 г. херцог Карл II фон Мекленбург-Щрелиц († 6 ноември 1816) получава титлата велик херцог на Мекленбург. Едновременно управляват два херцога (Шверин и Щрелиц).
От 1914 до 1918 г. Адолф Фридрих VI († 24 февруари 1918) е последният велик херцог на Мекленбург-Щрелиц. След неговото самоубийство, през 1918 г. Мекленбург-Щрелиц се управлява като фервезер (заместник) от великия херцог Фридрих Франц IV от Шверин († 17 ноември 1945) до края на монархията в Мекленбург, който се отказва от трона на 14 ноември 1918 г.

## Галерия
- Герб на Велико херцогство Мекленбург-Щрелиц
- Мекленбург-Щрелиц 1815 – 1934
- Великото херцогство Мекленбург-Щрелиц в Германската империя (Deutschen Kaiserreich)
- Дворец резиденция Нойшрелиц, 1910
 (1945 разрушен)

### Библиографии
- Landesbibliographie MV
- Neubrandenburg schwarz auf weiß. 750 Jahre Stadtgeschichte in literarischen Dokumenten; eine Auswahlbibliographie …. Hrsg.: Regionalbibliothek Neubrandenburg. Neubrandenburg 1998.
- Mecklenburg-Strelitz schwarz auf weiß. Geschichte einer Region in literarischen Dokumenten; eine Auswahlbibliographie …. Hrsg.: Regionalbibliothek Neubrandenburg. Neubrandenburg 2001.